# Ganja Queen
Ganja Queen (2007)  es un documental australiano sobre el arresto, juicio y encarcelamiento de Schapelle Corby.  Una versión extendida llamada "Schapelle Corby: The Hidden Truth"  salió al aire por Nine Network en Australia en junio de 2008 Ganja Queen fue televisada más tarde por HBO en Norte y Sud América, antes de salir en DVD.
La cinta fue producida por Janine Hosking y Steve Hosking. "Schapelle Corby: The Hidden Truth" fue nominada por Documental Más Relevante o Serie Documental en los Logie Awards de 2009.